# Зверь, выходящий из моря
«Зверь, выходящий из моря» — литовский фильм режиссёра Витаутаса Жалакявичюса, снятый в 1992 году по рассказу Евгения Замятина «Наводнение».
«И стал я на песке морском, и увидел выходящего из моря зверя…» (Откр. 13:1, 2).

## Сюжет
Петроград, 1920-е годы. Рабочий Трофим и его молодая жена Софья живут достаточно неплохо, однако в их семье есть серьёзная проблема — нет детей. Когда от тифа умирает сосед-столяр, они удочеряют его единственного ребёнка — 13-летнюю Ганьку. Однако повзрослев, девица начинает сожительствовать с приёмным отцом. Правда открылась, но в доме ничего не изменилось, любовники живут открыто, не обращая внимания на присутствие Софьи.
Доведённая до отчаяния сложившимся в доме положением, Софья топором убивает Ганьку и во время наводнения прячет её тело. Трофим заявляет о пропаже в милицию, однако тело так и не находят. Тем временем Софья наконец беременеет, чем Трофим вполне утешается. После родов женщина неожиданно сознаётся в совершённом деянии, однако в итоге Трофим решает взять вину на себя. Впрочем, следователь сомневается, что преступление вообще имело место.

## В ролях
- Елена Трепетова-Костич — София
- Костас Сморигинас — Трофим
- Аста Мотузайте — Ганька/Агафья
- Аста Жукаускайте — Ганька в детстве
- Татьяна Куцевич — Пелагея
- Арвидас Лебелюнас — Андрей
- Валентин Троцюк — проповедник
- Кристина Казлаускайте — доктор
- Повилас Будрис — следователь
- Татьяна Гензель — первый доктор
- Альгис Будзинскас — человек на дворе
- Юстас Визгирдас, Мантас Забулионис — сыновья Пелагеи

## Производство
На главную роль первоначально была выбрана литовская актриса Неле Савиченко.
Почти все сцены фильма были сняты в Вильнюсе. Режиссёр Жалакявичюс в то время уже был тяжело болен.

## Фестивали и награды
- 1992 — I МКФ славянских фильмов «Золотой Витязь» — Приз «За лучшую режиссуру»

## Восприятие
Как отмечал сам режиссёр, «„Зверь, выходящий из моря“ задумывался как фильм о христианском покаянии. Однако выяснилось… что это тоже никому не нужно. То, что создаётся (имею в виду не только этот фильм или себя самого), почему-то становится ненужным. Довольно печальный вывод», а также «я пытался сохранить мировоззрение Замятина, но в конце концов не смог и заменил (сатанинский) финал апофеозом христианского покаяния. Это могло стать одной из причин провала фильма на европейском рынке».
Журнал «Молодая гвардия» отметил игру Трепетовой, а также «психологическую нюансировку, пластичность деталей, проработку образов» фильма.
По мнению критика Василия Корецкого, «„Зверь, выходящий из моря“ Витаутаса Жалакявичюса, симптоматичный для своего времени, проявлявшего искренний интерес как к романтике декаданса (описанного в литературе), так и к ужасам обычного упадка (за окном)» и «романтическое свечение вокруг живущих в чувственном безвременье героев Жалакявичюса… служило одинаково уместным фоном для сюжета об эксцессе, трансгрессии, сметающем все наводнении чувств — темы, так любимой русской литературой конца XIX — начала XX века». Гедеминас Янкаускас в издании Bernardinai.lt, вспоминая о любви режиссёра к творчеству Достоевского, так писал о фильме: «Жалакявичюс интерпретировал классический текст Замятина намного свободнее, обильно обогатив его контрапунктом „Преступления и наказания“. Пагубная страсть Трофима (актёр Костас Сморигинас) к своей юной падчерице Ганьке толкает его жену Софию на тяжкое преступление. Ужасное убийство, совершённое студентом Раскольниковым, конечно же, не остается безнаказанным».